# Ocean (песня Кароль Джи)
«Ocean» — песня колумбийской певицы Кароль Джи. Авторами выступили певица, Карлос Моралес, Хорхе Вальдес и Ovy On The Drums, последний также выступил продюсером. Песня была выпущена 3 мая 2019 года лейблом Universal Music Latino в качестве пятого сингла с её второго одноимённого студийного альбома.

## Предыстория
Песня была анонсирована за несколько часов до выхода альбома через аккаунты Кароль Джи в соцсетях, с фрагментом песни и музыкального клипа. Песня была выпущена одновременно с альбомом 3 мая 2019 года. Ремикс с участием канадской певицы и автора песен Джесси Рейес был выпущен 30 сентября 2019 года.

## Отзывы критиков
Том Юрек из AllMusic заявил: «Догадка разнообразия к этой попытке доминирования латинской поп-музыки, заглавная композиция представляет собой роскошную, интимно созданную фортепианную балладу».
Rolling Stone назвал песню «впечатляюще разнообразной» в целостности альбома.

## Коммерческий успех
Песня достигла 31-го места в чарте Billboard Hot Latin Songs от 18 мая 2019 года. На восемнадцатой неделе песня достигла 22-го места в чарте от 14 сентября 2019 года.
26 мая 2021 года песня получила двойную сертификацию Diamond+4× Platinum+Gold в Мексике от AMPROFON за продажу 870 тысяч копий.

## Награды и номинации
| Год  | Церемония                | Категория          | Результат |
| ---- | ------------------------ | ------------------ | --------- |
| 2020 | Premios Tu Música Urbano | Женская песня года | Номинация |

## Музыкальный клип
Музыкальный клип вышел на песню вышел 3 мая 2019 года на YouTube-канале Кароль Джи.

## Чарты

### Недельные чарты
| Чарт (2019)                          | Высшая позиция |
| ------------------------------------ | -------------- |
| Аргентина (Argentina Hot 100)        | 32             |
| Испания Spain (PROMUSICAE)           | 25             |
| США (Billboard Hot Latin Songs)      | 22             |
| США (Billboard Latin Pop Airplay)    | 25             |
| США (Billboard Latin Rhythm Airplay) | 22             |

### Годовые чарты
| Чарт (2019)                        | Позиция |
| ---------------------------------- | ------- |
| США US Hot Latin Songs (Billboard) | 69      |

## Сертификации
| Регион                                                                      | Сертификация                           | Продажи |
| --------------------------------------------------------------------------- | -------------------------------------- | ------- |
| Бразилия (ABPD)                                                             | Золотой                                | 20 000  |
| Мексика (AMPROFON)                                                          | 2× Бриллиантовый+4× Платиновый+Золотой | 870 000 |
| Испания (PROMUSICAE)                                                        | 2× Платиновый                          | 120 000 |
| Данные о продажах + прослушиваниях приведены только на основе сертификации. |                                        |         |